# Mémorial britannique de Normandie
British Normandy Memorial
Le Mémorial britannique de Normandie (en anglais le British Normandy Memorial) est un monument commémoratif de la Seconde Guerre mondiale, situé à 700 mètres du site de Gold Beach sur la commune de Ver-sur-Mer en Normandie, en France. Il a été inauguré le 6 juin 2021, jour du 77e anniversaire du Débarquement de Normandie. Il est consacré aux soldats morts sous commandement britannique lors de ce débarquement.
Le mémorial commémore le nom des 22 442 officiers et soldats sous commandement britannique qui ont été tués en Normandie du 6 juin au 31 août 1944. Ils étaient de plus de trente nationalités différentes.

## Projet et réalisation du mémorial
Un vétéran du débarquement de Normandie, George Batts, rencontre en juillet 2015 le journaliste de la BBC Nicholas Witchell. Il affirme au journaliste que le Royaume-Uni est la seule grande nation alliée à ne pas avoir de mémorial dédié en Normandie. Après cette rencontre, le Normandy Memorial Trust est créé pour soutenir le projet.
Environ 18 hectares de terrain sont achetés pour le mémorial, sur une colline à l'ouest de Ver-sur-Mer, surplombant Gold Beach. La demande d'autorisation pour la construction du mémorial est faite aux autorités françaises en 2017 et 2018.
Le site est officiellement inauguré le 6 juin 2019 par la Première ministre britannique Theresa May et le président français Emmanuel Macron, à l'occasion du 75e anniversaire du jour J.
La construction est réalisée de 2019 à 2020 par la société française Eiffage-Route. Le travail des pierres est assuré par les tailleurs de pierre S. McConnell and Sons dans leurs établissements de Kilkeel, dans le comté de Down, en Irlande du Nord, en utilisant 4 000 tonnes de calcaire français de Massangis.
La construction du mémorial a coûté trente millions de livres sterling, dont vingt millions sont financés par le gouvernement britannique grâce au produit des amendes infligées après le scandale du Libor et dix millions par des dons privés,.

## Conception et symbolisme
Ce mémorial est conçu par Liam O'Connor, l'architecte britannique qui avait auparavant conçu le mémorial des forces armées britanniques au National Memorial Arboretum dans le Staffordshire, ainsi que le mémorial du Bomber Command de la RAF à Londres. Les longs chemins de traverse du mémorial de Normandie créent un plan qui rappelle le drapeau du Royaume-Uni.
La pièce centrale du mémorial est une sculpture en bronze de David Williams-Ellis, représentant trois soldats en train de débarquer, en statues de taille plus grande que nature,.

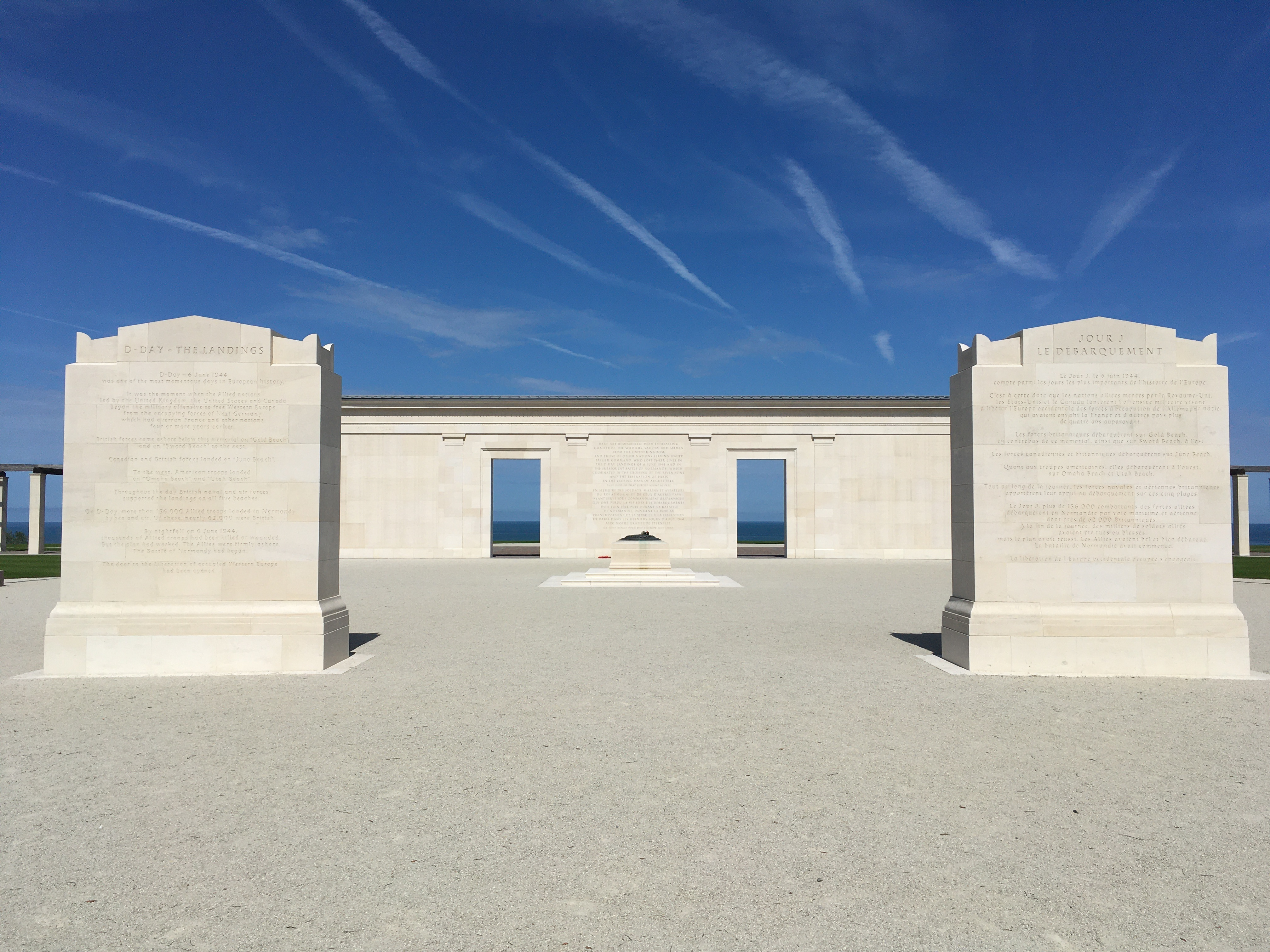
Façade de la partie centrale du mémorial avec le mur du Jour J.

Les noms des 1 746 personnes tuées le jour J, le 6 juin 1944, sont gravés sur le mur du jour J de la cour centrale du mémorial. Les morts des jours suivants sont inscrits sur 160 colonnes blanches tout au long de la cour rectangulaire, dans l'ordre chronologique des décès, dans le sens des aiguilles d'une montre autour de la Cour du Mémorial. Les dates de décès vont jusqu'au 31 août, soit peu après la fermeture de la poche de Falaise le 21 août et la libération de Paris le 25 août, et juste avant que le général américain Dwight D. Eisenhower prenne le commandement intégral des forces alliées en Europe occidentale. Les noms sont classés par jour et par type d'unité ou de service, y compris le personnel de la Royal Air Force tué lors des missions de soutien aérien, et les forces spéciales et agents secrets en mission derrière les lignes allemandes, comprenant notamment les membres du SAS et du SOE.
Des historiens professionnels, Jane Furlong et Andrew Whitmarsh, ont établi les listes des 22 442 noms à honorer, par un long travail de recherche. Trente-huit nationalités étaient sous commandement britanniques et sont représentées sur le mémorial ; y figurent aussi les Français des commandos Kieffer.
Les colonnades remplies de noms supportent des poutres de chêne, formant un semblant de grande pergola rectangulaire invitant à la promenade entre les colonnes. Le mémorial est parallèle à la côte, à environ 700 m à l'intérieur des terres depuis Gold Beach.
Le site comporte aussi un monument commémorant les 20 000 civils français tués pendant la bataille de Normandie.

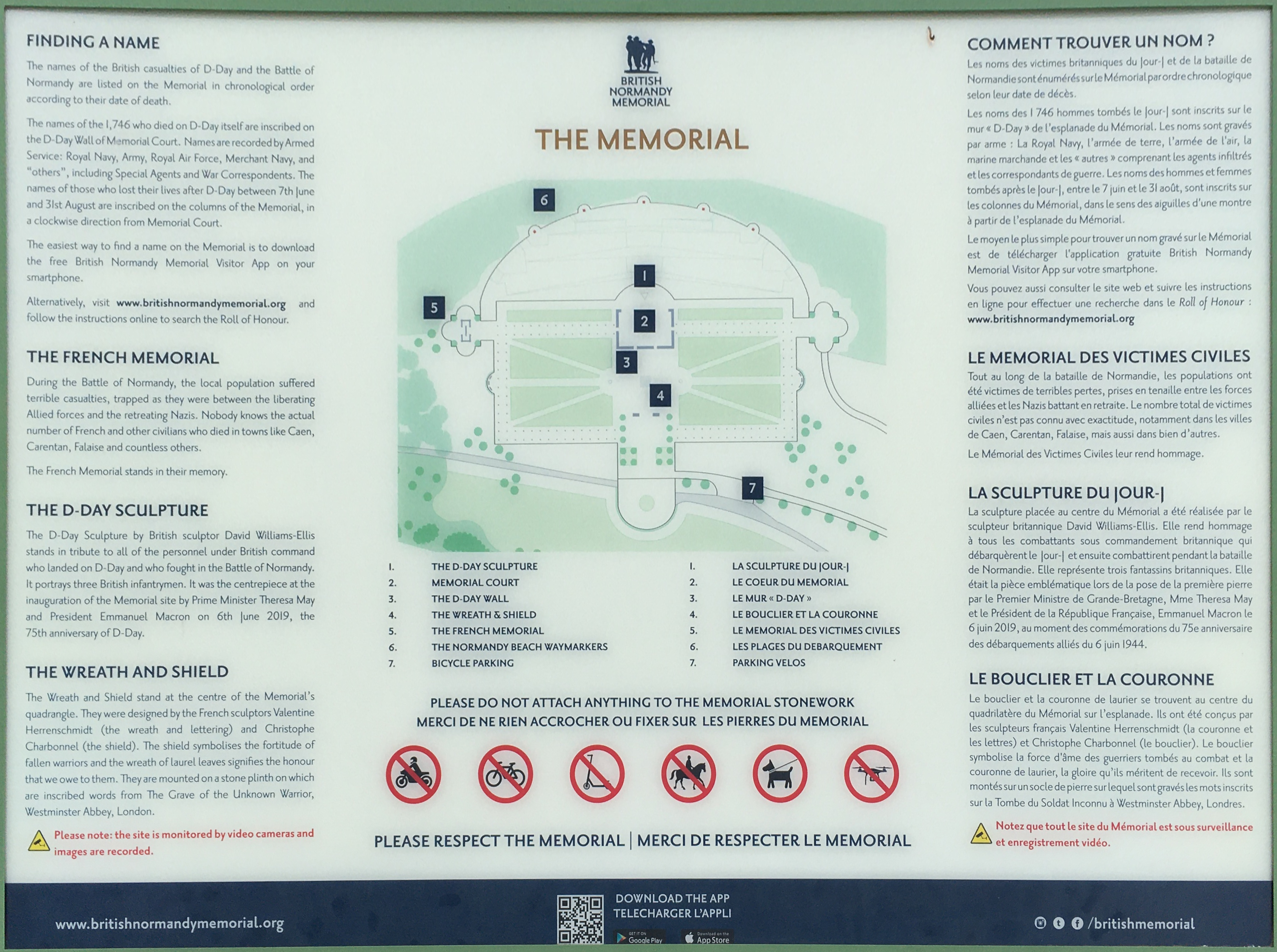
Plan du mémorial.

Dans un champ proche du mémorial se trouvent les restes de la batterie allemande du Mont Fleury qui était en cours d'installation, et est restée inachevée du fait du débarquement. Cette batterie comportait des canons de 122 mm et un canon soviétique capturé sur le front de l'est. Le village de Ver-sur-Mer possède par ailleurs un monument aux morts français, des monuments commémoratifs dédiés aux régiments d'artillerie royale de la 50e division d'infanterie et au 2e bataillon du régiment du Hertfordshire, ainsi qu'un canon automoteur conservé. Un petit mémorial dédié à l'officier Stan Hollis se dresse près de la plage où il a débarqué le 6 juin 1944.

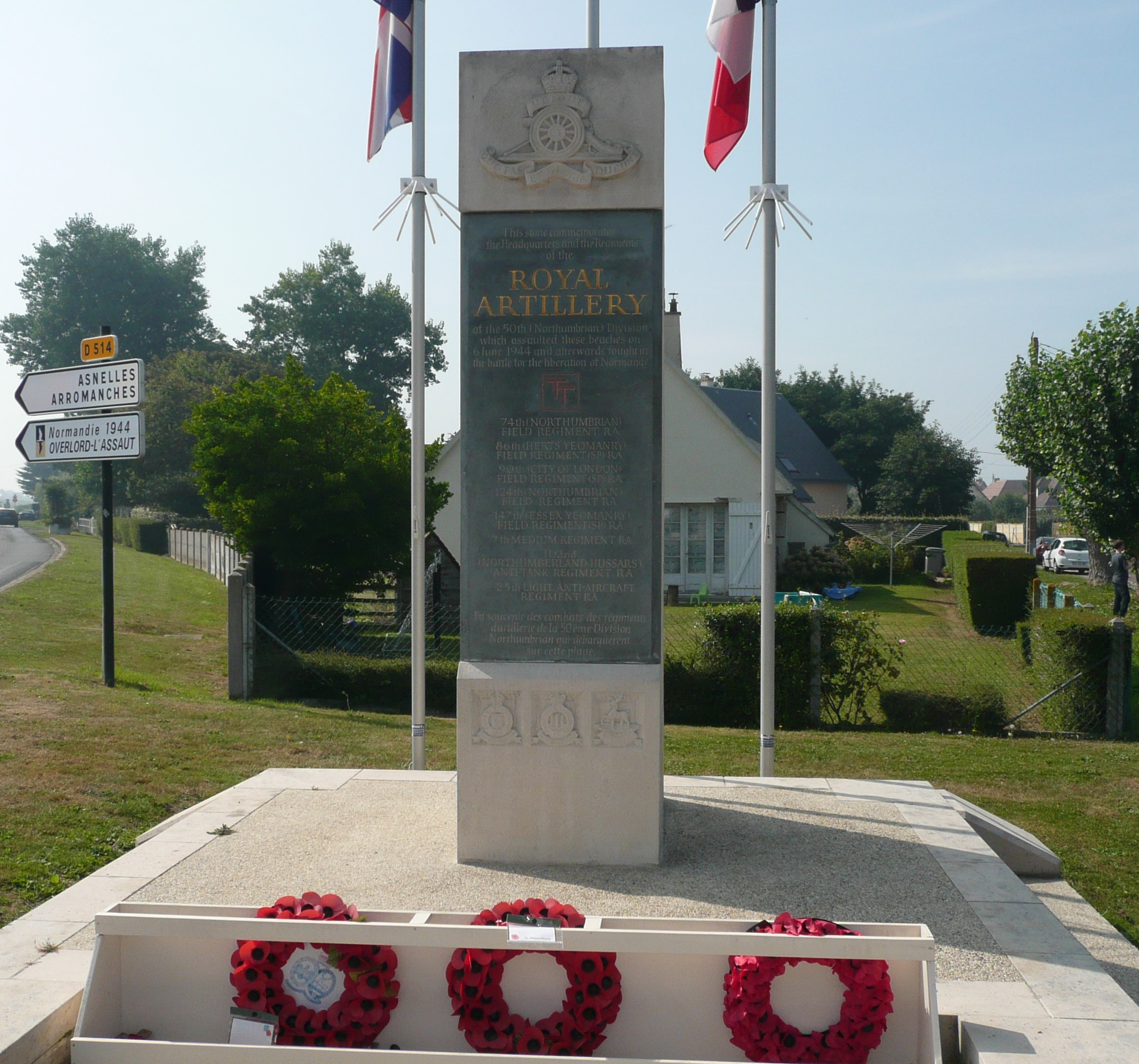
Mémorial de la Royal Artillery à Ver-sur-Mer.
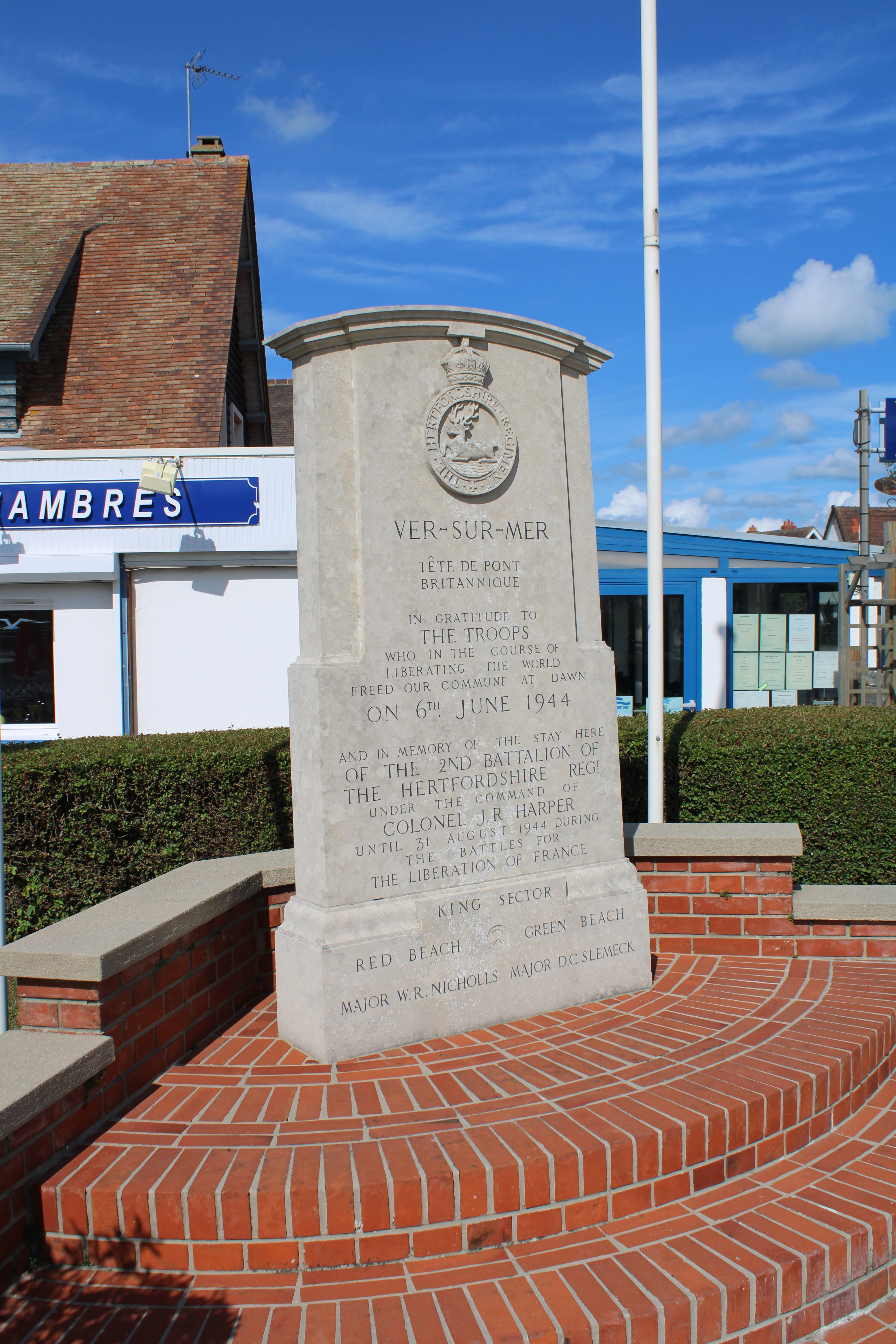
Mémorial du régiment du Hertford à Ver-sur-Mer.
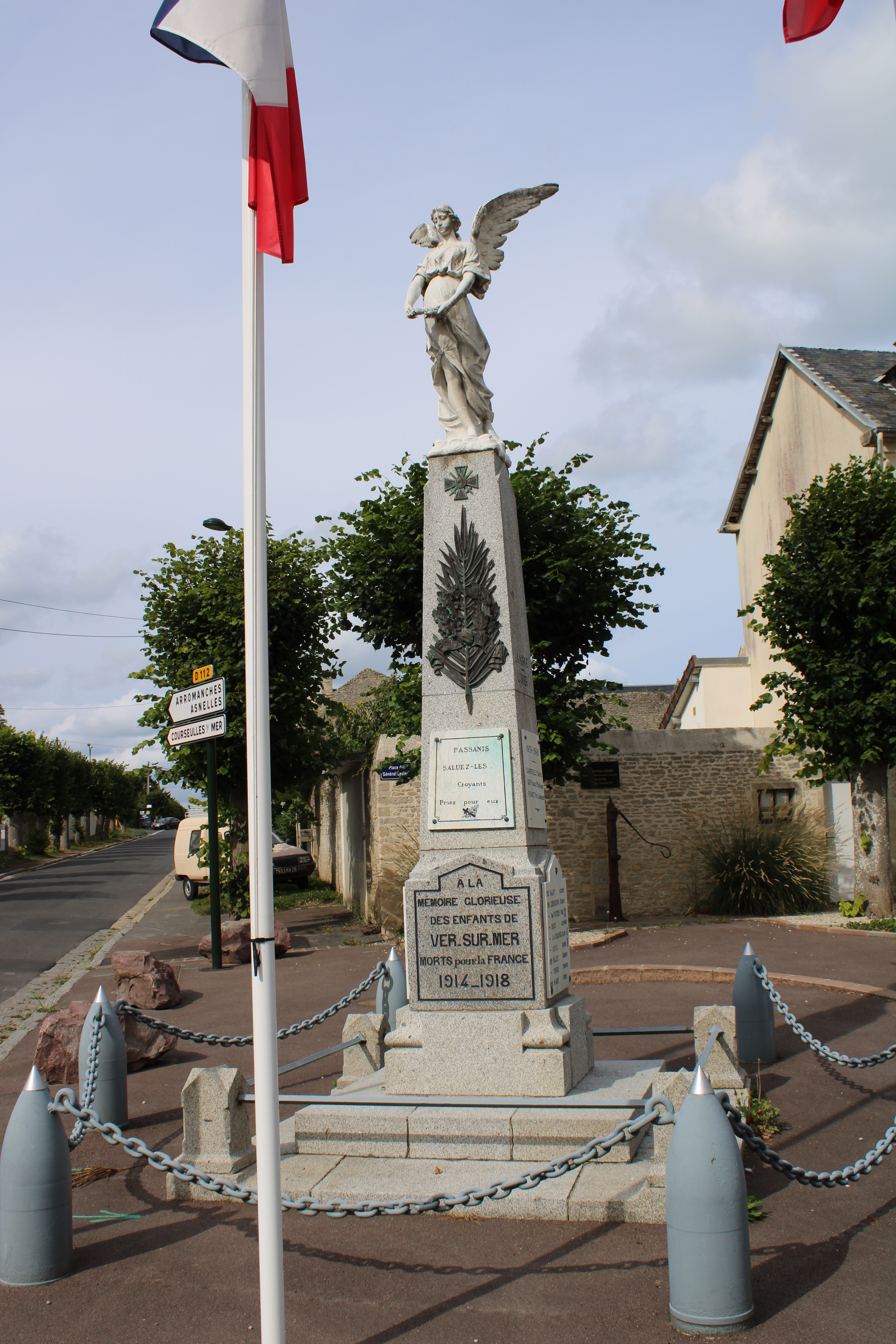
Monument aux morts français à Ver-sur-Mer.

## Réactions
Pendant la phase de projet, certains habitants ont exprimé leur inquiétude face aux risques d'augmentation du tourisme et à la dégradation de l'environnement dans la localité. En revanche, la réaction des visiteurs et des habitants est très positive depuis l'achèvement du mémorial.

## Entretien
L'entretien du Mémorial britannique de Normandie est assuré en partenariat avec la Commonwealth War Graves Commission. La construction du mémorial avait été soutenue financièrement en majorité par le gouvernement britannique ; l'entretien courant du mémorial et de son site sont financés par des dons particuliers ou par le mécénat.

## Le Débarquement
Le débarquement de Normandie commence le 6 juin 1944, juste après minuit, par une vague de planeurs transportant des militaires ayant l'objectif de s'emparer du canal de Caen et des ponts de l'Orne.
Le débarquement britannique commence vers 7h30, environ une heure après le débarquement des forces américaines sur les plages nommées en code Utah Beach et Omaha Beach. Ce décalage est dû aux conditions de marée moins favorables sur cette partie de la côte. Les forces britanniques et canadiennes débarquent sur Gold Beach, Juno Beach et Sword Beach, de Port-en-Bessin à l'ouest à Ouistreham à l'est. La commune de Ver-sur-Mer se trouve à l'extrémité est du secteur clé de Gold Beach, près de sa limite avec le bord ouest de Juno Beach, sur la route intérieure du site de débarquement autour de La Rivière à Crépon.
Le débarquement ouvre la voie à la Libération de la France et de l'Europe, mettant fin au joug nazi.

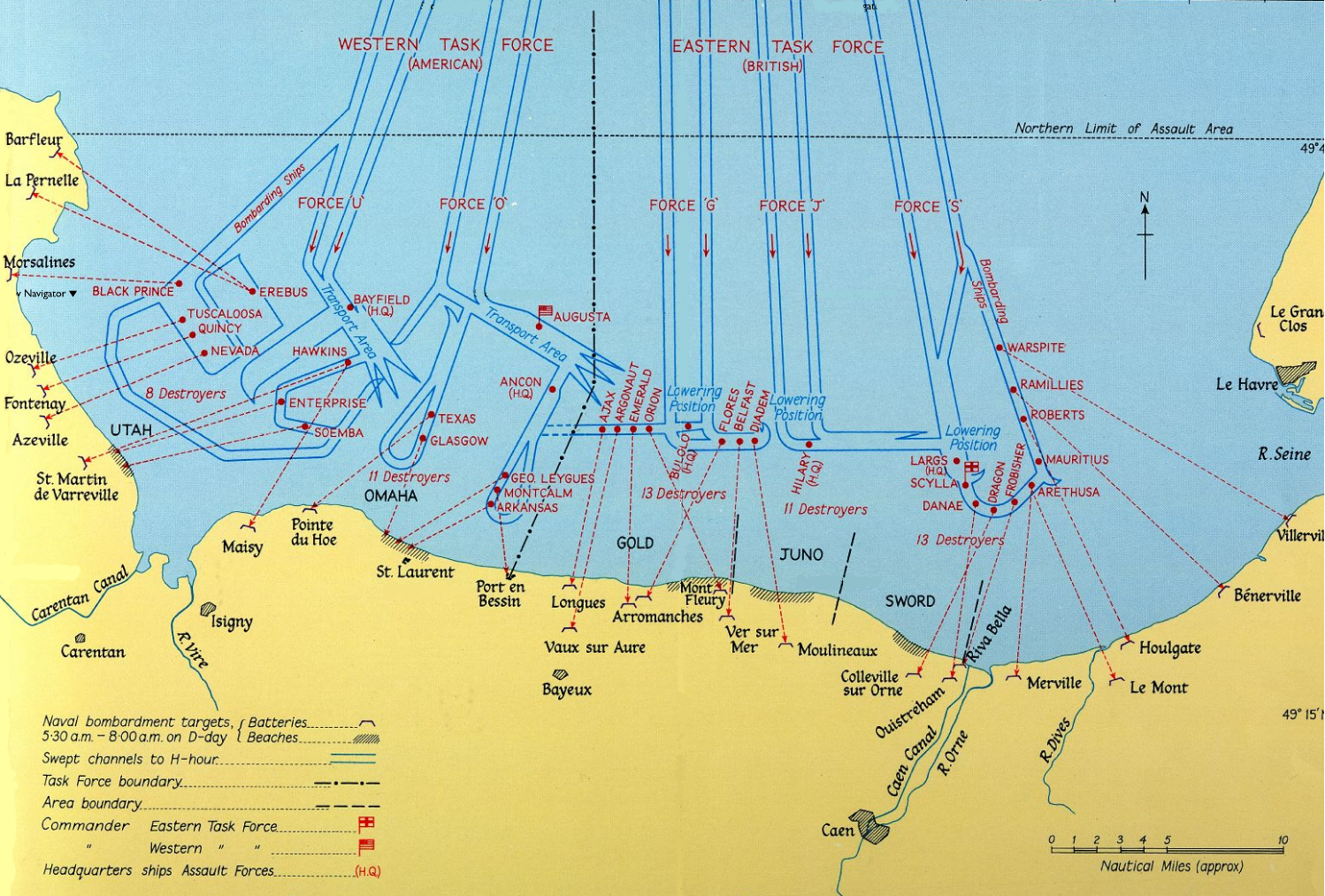
Carte des plages de débarquement : Gold Beach, Juno Beach et Sword Beach sont sur la moitié Est de la carte, avec Ver-sur-Mer indiquée à la jonction de Gold Beach et de Juno Beach, près du centre de la carte.
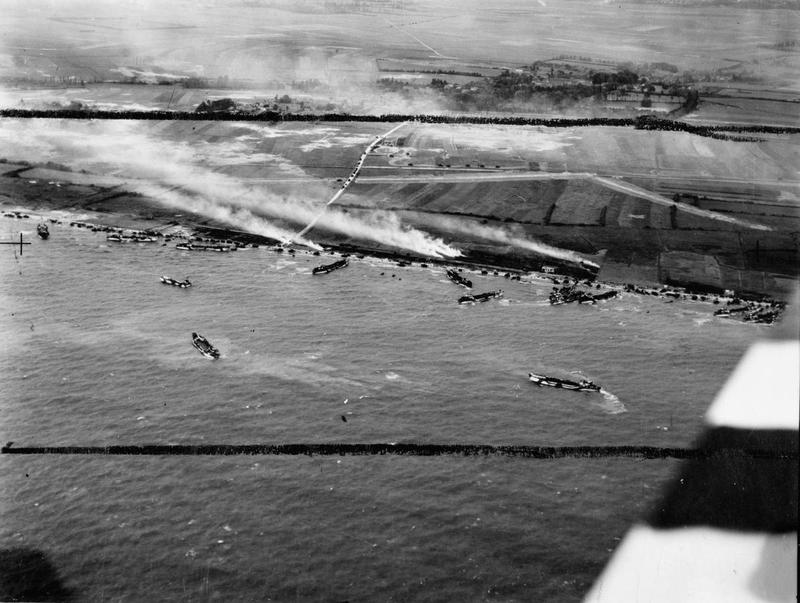
Photo aérienne de Gold Beach le 6 juin 1944. La batterie du Mont Fleury (WN 35a) et le fossé anti-char (en forme de large chevron) sont visibles en face du village de Ver-sur-Mer.
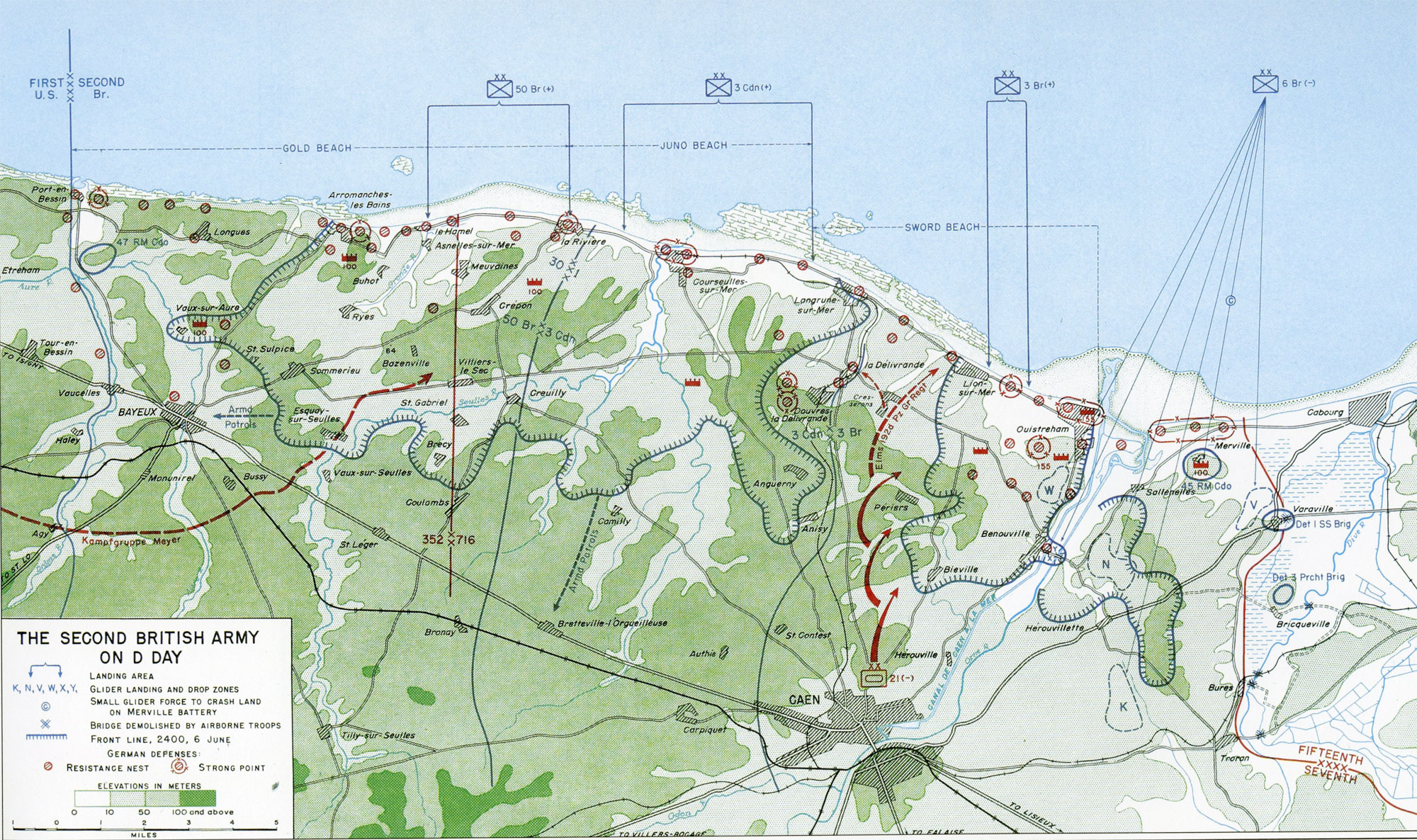
Carte montrant les plages des Britanniques et des Canadiens, avec leurs positions au soir du Jour J.
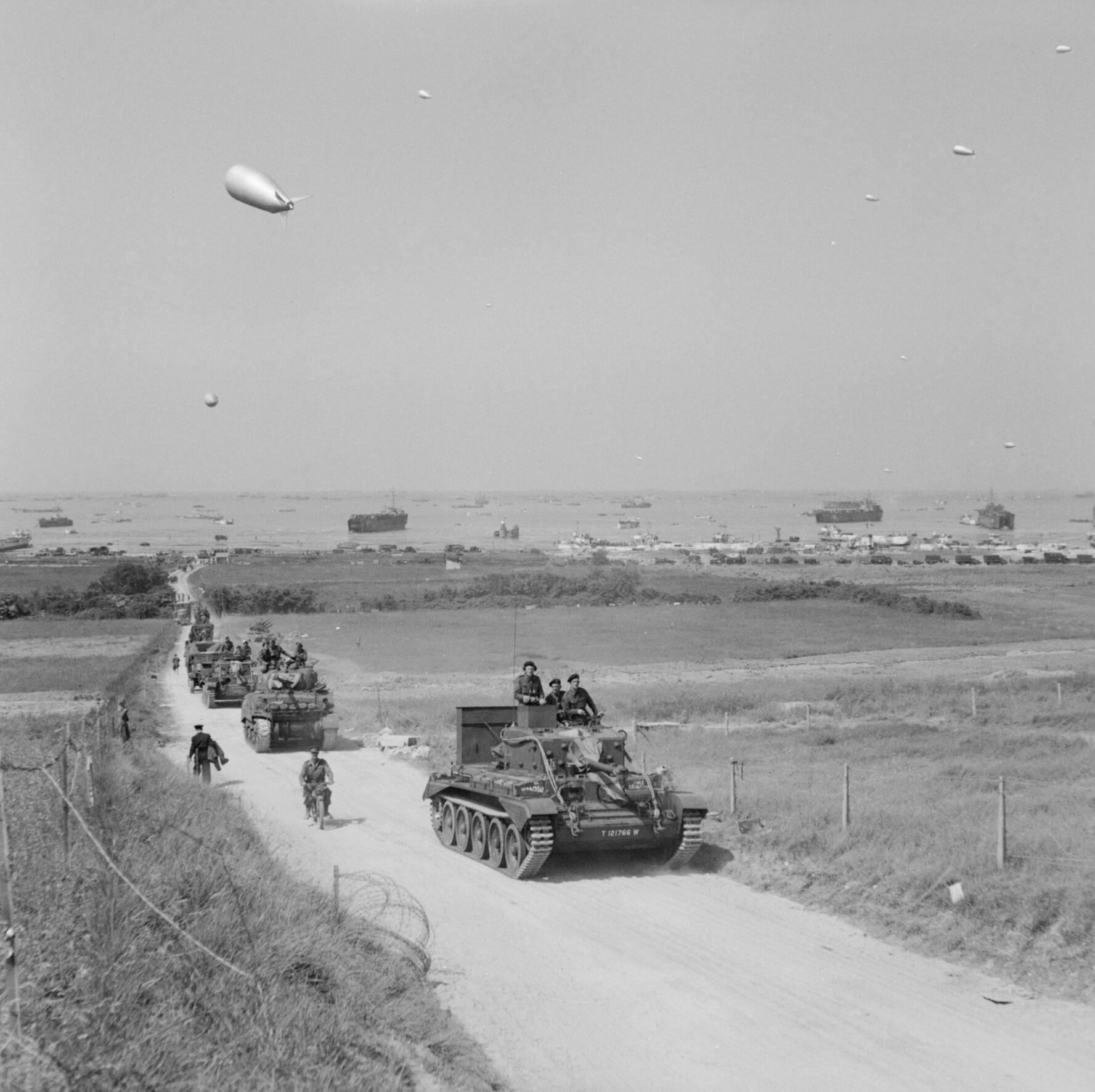
Colonne de blindés britanniques pénétrant dans l'intérieur, à partir de Gold Beach, le 7 juin 1944.